# Григорьян, Каро Шамирович
Каро (Карапет) Шамирович Григорьян (арм. Կարո Շամիրովիչ Գրիգորյան; 1899, Загатала — 1938) — советский партийный и государственный деятель, 1-й секретарь обкома ВКП(б) Автономной области Нагорного Карабаха. Народный комиссар земледелия Армянской ССР (?—1937).

## Биография
Родился в 1899 году в городе Закатала.
С 1921 года — член ВКП(б).
В 1920—1926 годах — на комсомольской работе.
В 1931—1933 годах — ответственный / 1-й секретарь Областного комитета КП(б) Азербайджана Автономной области Нагорного Карабаха.
С 1934 по 1936 год — 1-й секретарь Мартунинского районного комитета КП(б) Армении.
В 1936—1937 годах — 1-й секретарь Ленинаканского городского комитета КП(б) Армении.
В 1937 году — народный комиссар земледелия Армянской ССР.
В 1937 году арестован, умер в 1938 году.